# 松井正剛
松井 正剛（まつい まさたけ、1952年（昭和27年）12月8日 - ）は、日本の政治家、歯科医師。奈良県桜井市長（4期）。元・奈良県議会議員（6期）。

## 来歴
奈良県桜井市出身。祖父・父ともに歯科医で、奈良県議会議員を務めた。志望高校進学のため一浪した経験を持つ。高校時代は野球部に所属し、県大会決勝戦に出場した。大阪歯科大学卒業。歯科医師となる。
1983年（昭和58年）4月、奈良県議会議員に初当選。1999年（平成11年）5月から2000年（平成12年）6月にかけて議長を務めた。2003年（平成15年）に6選。
2007年（平成19年）7月の第21回参議院議員通常選挙・奈良県選挙区に自由民主党公認で立候補するも落選。
2011年（平成23年）11月13日投開票の桜井市長選挙に立候補し、現職の谷奥昭弘との一騎打ちを制し初当選を果たした（松井：18,093票、奥谷：8,296票）。投票率は54.62%。12月2日、市長就任。
2015年（平成27年）、無投票で再選。
2019年（令和元年）の同選挙でNHKから国民を守る党党首の立花孝志を破り3選（松井：14,330票、立花：1,294票）。投票率は33.38%。
2023年（令和5年）、無投票で4選。

## 市政
- 前任の谷奥時代に作られた農業公園型テーマパーク「卑弥呼の庄」に関する諸問題を解決する[9][10][11]。